# Proporcjonalizm
Proporcjonalizm – nieakceptowanie istnienia absolutnych norm moralnych w etyce.
Proporcjonalizm w etyce zakłada możliwość dopuszczenia w postępowaniu człowieka czynów, jeśli ich dobre skutki przewyższają złe. Odrzuca więc absolutne normy (zasady) moralne. Uczynki mogą być oceniane subiektywnie na podstawie proporcji dobra i zła.
Proporcjonalizm jest sprzeczny z nauką Kościoła katolickiego, co wyraził, m.in. papież Jan Paweł II w encyklice Veritatis Splendor z 1993 roku (nr 75). W rozumieniu etyki chrześcijańskiej niektóre czyny, jak morderstwo czy aborcja, są wewnętrznie złe, niezależnie od ich konsekwencji, które subiektywnie ktoś mógłby oceniać jako korzystne.